# Drigung Chungtshang Rinpoche
Drigung Chungtsang Rinpoche (tib.: 'bri gung chung tshang rin po che) ist der Titel eines Linienhalters und eines der beiden Oberhäupter der Drigung-Kagyü-Linie der Kagyü-Tradition des tibetischen Buddhismus aus dem Kloster Drigung Thil im Kreis Meldro Gongkar des Autonomen Gebiets Tibet der Volksrepublik China. Davon zu unterscheiden ist die Drigung-Kagyü-Linie der Drigung Chetsang Rinpoches (tib.: 'bri gung che tshang rin po che). Der derzeitige Linienhalter ist Drikung Kyabgön Chetsang Rinpoche, Tenzin Chökyi Nangwa (bstan 'dzin chos kyi snang ba; 1942-), der 36. Thronhalter der Drigung-Kagyü-Linie.

## Liste der Chungtsang Rinpoches
| Linienhalter | Name                    | Umschrift nach Wylie              | Lebensdaten |
| ------------ | ----------------------- | --------------------------------- | ----------- |
| 1.           | Kunkhyen Rigzin Chödrak | kun mkhyen rig 'dzin chos grags   | 1595–1659   |
| 2.           | Thrinle Döndrup Chögyal | 'phrin las don grub chos rgyal    | 1704–1754   |
| 3.           | Tenzin Chökyi Nyima     | bstan 'dzin chos kyi nyi ma       | 1755–1792   |
| 4.           | Tenzin Chökyi Gyaltsen  | bstan 'dzin chos kyi rgyal mtshan | 1793–1826   |
| 5.           | Konchog Chönyi Norbu    | dkon mchog chos nyid nor bu       | 1827–1865   |
| 6.           | Tenzin Chökyi Lodrö     | bstan 'dzin chos kyi blo gros     | 1868–1906   |
| 7.           | Tenzin Chökyi Jungne    | bstan 'dzin chos kyi 'byung gnas  | 1909–1940   |
| 8.           | Tenzin Chökyi Nangwa    | bstan 'dzin chos kyi snang ba     | 1942–       |